# La tecnica del mystery
(Carolyn Wells, The Technique of the Mystery Story)
The Technique of the Mystery Story di Carolyn Wells è una guida pratica completa per scrittori di mistery stories, ovvero gialli e storie poliziesche. Forte della sua esperienza di scrittrice di popolari romanzi polizieschi, l'autrice spiega come inventare, sviluppare e organizzare il materiale narrativo per comporre gialli ingegnosi, convincenti e sconcertanti per caratterizzazione dei personaggi, atmosfera e ambientazione.
Tra le principali argomentazioni del libro c'è l'idea che, seppure le trame poliziesche debbano poggiare su una logica inflessibile e basarsi su un attento lavoro di documentazione, l'immaginazione ha un ruolo cruciale nel creare storie avvincenti, al fine di suscitare la curiosità del lettore.
Il libro è citato nell'articolo di Gilbert Keith Chesterton "Il giallo ideale" e preso in esame nel saggio di George N. Dove The Rules of the Game dedicato alla storia dei manuali di scrittura gialla, cui appartengono anche testi quali le Venti regole per scrivere romanzi polizieschi di S. S. Van Dine e il Decalogo di Ronald A. Knox.

## La curiosità come stimolo alla lettura
Carolyn Wells sostiene che l’unico scopo delle storie poliziesche sia intrattenere, interessare e divertire. Una trama ben congegnata deve sollecitare le capacità di ragionamento logico, sia sintetico che analitico, che costituisce un requisito fondamentale per apprezzare questo tipo di letteratura. Il genere poliziesco, infatti, non fa che stimolare una dote innata dell’essere umano: la curiosità. Il piacere di leggere storie gialle risiede nella sfida di risolvere gli enigmi in esse contenuti, mentre l'abilità dello scrittore (o scrittrice) sta nella capacità di risvegliare la curiosità di chi legge. L’autrice fa risalire la passione per il mistero ai primi indovinelli della storia, fra cui quello della Sfinge e quello di Sansone, e sottolinea come testimonianze di questo gusto per l'enigma siano documentate fin dall'antichità. Nelle storie poliziesche il mistero è progettato per far sì che lettori e lettrici possano dimostrare la propria ingegnosità, così da potersi crogiolare della propria abilità mentale al modo di un atleta che si compiace del suo tono muscolare.

## Per la rivalutazione del genere poliziesco
Wells contesta la tesi, sostenuta dai detrattori del genere e prevalente nella critica letteraria coeva, secondo cui apprezzare storie poliziesche sarebbe indice di cattivo gusto e intelletto inferiore. Sostiene invece che è da tempo giunta l'ora di attribuire al questo tipo di letteratura il suo posto legittimo accanto ad altri più blasonati generi narrativi. A sostegno di questa tesi, riferisce come alcune celebri personalità non avessero esitato a dichiarare la loro predilezione per il genere: tra essi, il 28º presidente degli Stati Uniti d’America Woodrow Wilson, lo studioso shakespeariano William J. Rolfe, il diplomatico inglese Sir. Andrew Cohen e lo scrittore Henry James. Per Wells, il carattere convenzionale e formulaico delle storie poliziesche, lungi dall'essere un difetto, deve essere considerato un loro pregio, e non deve ostacolare il loro riconoscimento in quanto vere e proprie opere d'arte.

## Caratteri principali delle storie di genere poliziesco
Wells elenca alcuni elementi caratterizzanti delle storie poliziesche: la commissione di un delitto, tentata o portata a termine; la possibilità offerta al lettore di intuire la soluzione interpretando una serie indizi e svolgendo una serie di deduzioni; lo svolgimento dell'indagine; l'impiego delle facoltà logiche e raziocinanti del pensiero per risolvere il caso; un protagonista dotato di grande acume.
Come molti altri critici, Wells individua la nascita del racconto poliziesco moderno nel racconti di Edgar Allan Poe, ma afferma che il primo a usare la parola detective in campo narrativo fu Émile Gaboriau. Secondo l'autrice, nelle storie di Poe il detective aveva solo una funzione strumentale nel processo di risoluzione dell'enigma e solo successivamente altri scrittori, come Gaboriau e Conan Doyle, ne riconobbero le potenzialità narrative in quanto personaggio complesso e attraente.
In quanto personaggi immaginari, i protagonisti delle storie poliziesche sono molto diversi dai veri investigatori e agenti di polizia. La principale differenza ha a che fare con quel tocco di anormalità che caratterizza i detective immaginari, che appaiono come personaggi "trascendenti" proprio per le loro capacità di ragionamento super-umano. Secondo l'autrice, è importante che gli eventi rappresentati non siano semplicemente descritti, come se si trattasse di avvenimenti di cronaca, ma resi avvincenti dal pieno dispiegamento dell'immaginazione nella costruzione dell'ambientazione, dei personaggi e dell'atmosfera. “Fate in modo che l’argomento risuoni vero, che gli accessori siano realistici, che le situazioni siano logiche e le condizioni plausibili; ma lasciate che la magia irreale del detective tintinni come le fate danzano nella realtà del chiaro di luna.”
In questo modo la lettura di una storia poliziesca si trasforma in un entusiasmante esercizio intellettuale, capace di risvegliare tutta una varietà di emozioni forti.

## I formati narrativi
Wells sottolinea come il racconto poliziesco possa adottare numerosi formati differenti e apparire in forma di novella, di storia in due o tre parti, di romanzo d'appendice o di romanzo in volume. In ogni caso esso è vincolato al rispetto di uno specifico formato. Per esempio, la novella non dovrebbe superare le 400 parole, mentre il romanzo può raggiungere fino a 30-35.000 parole. Come modelli, Wells indica rispettivamente Arthur Conan Doyle per la novella e Émile Gaboriau per il romanzo. 
Secondo l'autrice, la novella è, salvo eccezioni, il formato generalmente più adatto alla narrazione poliziesca, in quanto la difficoltà di mantenere accesa la curiosità del lettore aumenta proporzionalmente alla lunghezza del racconto. Novella e romanzo differiscono, oltre che per la loro lunghezza, anche per la gestione della narrazione da parte dell'autore (o autrice). Per questo Carolyn Wells definisce la novella "intensiva" e il romanzo "espansivo". Il racconto poliziesco può adattarsi ad entrambe le formule, in quanto “può essere paragonato a una fisarmonica: si può estendere al massimo o accorciare al minimo”.

## Come costruire una storia poliziesca

### Il narratore
La scelta del tipo di narratore interno al racconto può determinare la buona o cattiva riuscita di una storia poliziesca. Wells identifica nel narratore inventato da Edgar Allan Poe con il suo Dupin un caso di scuola. La scrittura di Poe stimola infatti la curiosità e il desiderio di conoscere. Il narratore può essere messo in scena per mezzo di una narrazione in prima o in terza persona; in questo secondo caso viene spesso rappresentato come un giornalista. In ogni caso deve avere le qualità di una figura curiosa in cerca di risposte a un qualche rompicapo. Un utile stratagemma narrativo per focalizzare la storia attraverso un personaggio interno al racconto è rappresentato dal diario, di cui Il mastino dei Baskerville di Arthur Conan Doyle o Il mistero della camera gialla di Gaston Leroux forniscono esempi particolarmente efficaci.

### L'ambientazione
Per l'ambientazione Wells consiglia di non scegliere ambienti troppo fatiscenti e poveri. Elementi di degrado e decadenza sono infatti apportati automaticamente dal delitto da cui prende le mosse il racconto. In ogni caso, è bene ricordare che l’ambientazione dipende dalla trama. La centralità della scena del crimine richiede di riservare particolare attenzione alla descrizione dell’ambiente. L'autrice invita a creare curiosità intorno a questi spazi e a considerare i vantaggi offerti dalla scelta di contesti borghesi e benestanti, che a suo avviso hanno una maggiore probabilità di affascinare il lettore. Non importa se i luoghi e gli eventi possono apparire improbabili, dal momento che le “storie poliziesche non sono realistiche”. Tuttavia, afferma l'autrice, resta importante scrivere di ciò che si conosce in modo approfondito.

### La trama
Wells consiglia di pianificare ogni parte della trama ponendo estrema attenzione allo sviluppo logico. La struttura narrativa deve essere impostata prima ancora di cominciare a scrivere. Il modello di riferimento è ancora una volta Edgar Allan Poe, il quale accosta la precisione necessaria alla costruzione della trama a quella utilizzata per risolvere in un problema matematico:"It is my design to render it manifest that no one point in its composition is referable either to accident or intuition; that the work proceeded, step by step, to its completion with the precision and rigid consequence of a mathematical problem.
La rivelazione finale del colpevole ha l’obiettivo di destabilizzare il lettore (o la lettrice), in quanto colui che ha commesso il crimine deve essere il più insospettabile tra i personaggi. Anna Katharine Green è molto abile nell’applicare questa strategia. Un caso peculiare in cui il colpevole risulta essere il detective stesso si trova in The Whispering Man di Henry Kitchell Webster. In questo libro, tutti gli indizi e informazioni utili alla comprensione dell’identità del criminale sono disseminati lungo la trama, ma in modo tale da distogliere l’attenzione del lettore dal colpevole fino al momento della rivelazione finale.

### Progettare la storia
Secondo Wells, alcune regole chiave per scrivere storie poliziesche sono le seguenti:
Prima di scrivere: 1. Identificare le modalità e il movente del delitto; 2. Creare una sotto-trama per ogni personaggio collegato alla vittima o che si trova nei paraggi della scena al momento dell'esecuzione del delitto.
Scrivere nell'ordine: 1. Introduzione. 2. Scoperta del delitto. 3. Presentazione dei sospetti, iniziando dal meno probabile. 4. Ingresso del detective, sue decisioni, arresti e spiegazioni.
Wells indica inoltre come possibile modello per la composizione il seguente schema narrativo, attribuendolo a "un ben noto autore", che tuttavia non cita:
1. Premessa. Status quo. Introduzione dei personaggi (dramatis personae)
2. Incipit del racconto. Riunione dei personaggi e assegnazione dei ruoli
3. Prima ipotesi di separazione tra innocenti e colpevoli, intenzionalmente ingannevole
4. Irruzione del delitto
5. Tentativo fallimentare di identificazione colpevole da parte della polizia, del medico legale, degli amici e dei parenti
6. Fallimento di tutti. Ingresso del detective trascendente
7. Il detective osserva e offre la sua spiegazione dei fatti
8. Eliminazione discreta del colpevole, per suicidio, incidente o in altro modo
9. Il detective convola a nozze con una giovane incontrata nel corso della storia (invariabile e imperativo!)

L'autrice osserva come l'ultimo punto sia da interpretare in uno spirito satirico, in quanto, scrive, i migliori scrittori gialli non lo considerano certo un elemento irrinunciabile!
Il consiglio è di ispirarsi a queste indicazioni, ma con alcune avvertenze. La prima è relativa alla spiegazione dei metodi e dei moventi dell'assassino, che dovrebbe avvenire subito prima del climax. La seconda è di non riservare all'assassino una morte troppo orribile. Wells aggiunge che è preferibile che il colpevole si suicidi, ingerendo del veleno prima di dire le sue ultime parole. 

### Mantenere la suspense
L'enigma attorno cui gira una storia poliziesca deve in ogni caso suscitare l’interesse e la curiosità del lettore. Wells porta ad esempio i casi di Anna Katherine Green, la quale costruiva i propri testi attorno a una singola idea capace di attirare la curiosità del lettore, e di Robert Louis Stevenson, che adottava una scrittura onesta, procedendo senza nascondere nulla al lettore e incuriosendolo senza bisogno di ricorrere a stratagemmi, come far sospettare personaggi destinati alla fine a rivelarsi innocenti. Stevenson offre inoltre l'esempio di una narrazione svolta da due angolazioni, alternando il punto di vista di un detective esperto a quello di uno meno abile.